# Nannosciurus melanotis
Nannosciurus melanotis är en liten art i familjen ekorrar (Sciuridae). Den förekommer i Sydostasien på Sumatra, Java och Borneo samt på ett antal mindre öar i samma region.
Denna ekorre är med en kroppslängd vid 9 centimeter och en svanslängd vid 7 centimeter ungefär lika stor som en vanlig husmus. Pälsens färg varierar mellan brun och grå, ibland med röda skuggor. Påfallande är vita markeringar i ansiktet.
Nannosciurus melanotis är aktiv på dagen och lever i den tropiska regnskogen. Dessa ekorrar bildar små grupper av två till tre individer. De vistas vanligen på eller nära marken.
Idag är arten den enda medlem i sitt släkte. Tidigare räknades även arterna från släktet Exilisciurus hit. Likheterna mellan dessa djurgrupper är bara ytlig och de är inte närmare släkt med varandra än med andra djurgrupper i samma underfamilj.